# Hydropteridales
Ordre
Synonymes
- Marsileales
- Salviniales

Les Hydropteridales (en français Hydroptéridales) sont un ordre botanique désormais obsolète qui regroupait des fougères aquatiques.

## Systématique
Dans les classifications récentes, il est remplacé par l'ordre des Salviniales qui comprend les deux familles vivantes :

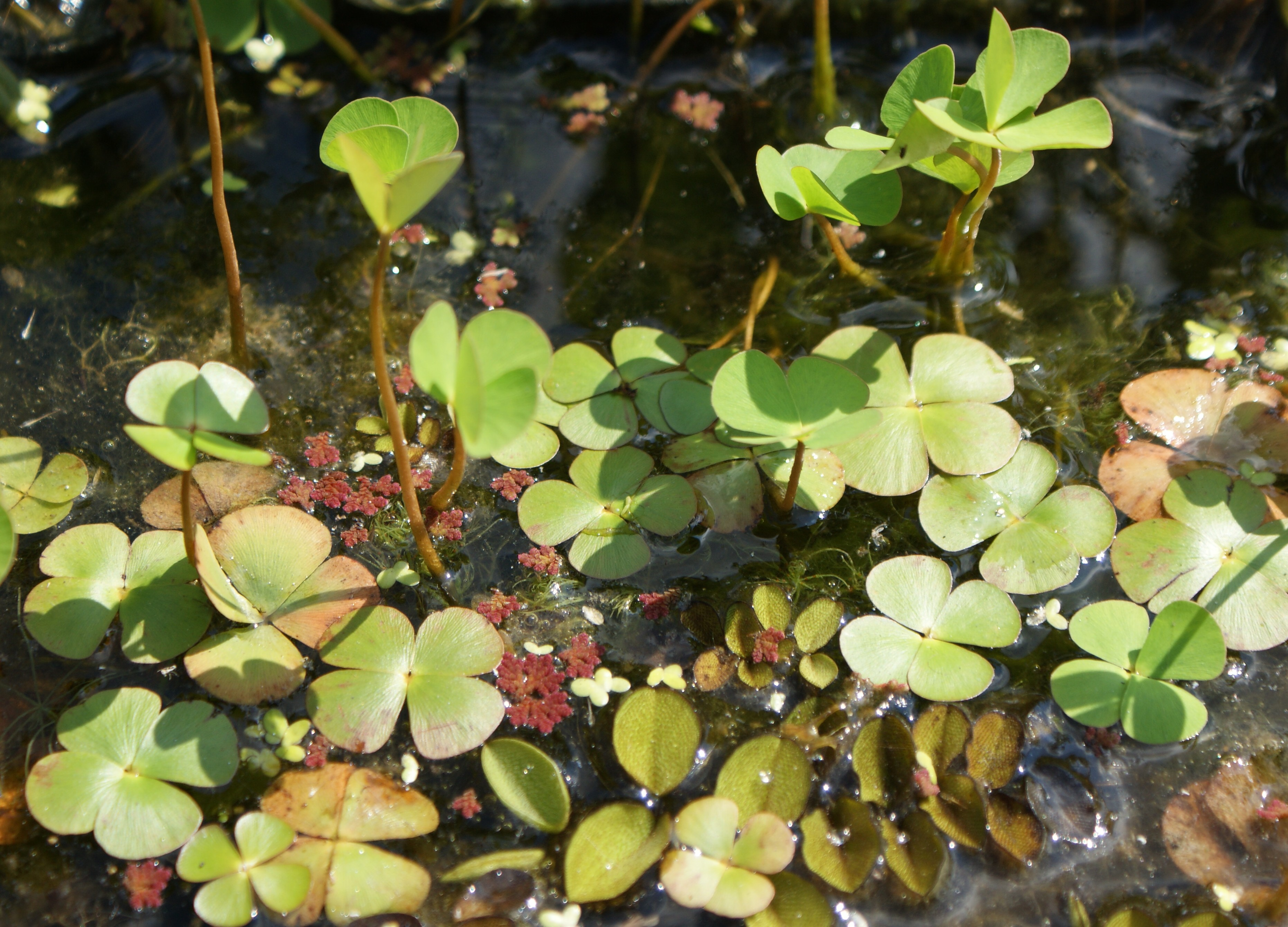
Fougère d'eau à quatre feuilles (Marsilea quadrifolia).

- Marsileaceae
- Salviniaceae